# Eugène Ladreyt
Eugène Ladreyt né le 31 octobre 1832 à Sauzet (Drôme) et mort le 28 mars 1898 à Paris est un dessinateur humoristique, sculpteur et céramiste français.

## Biographie

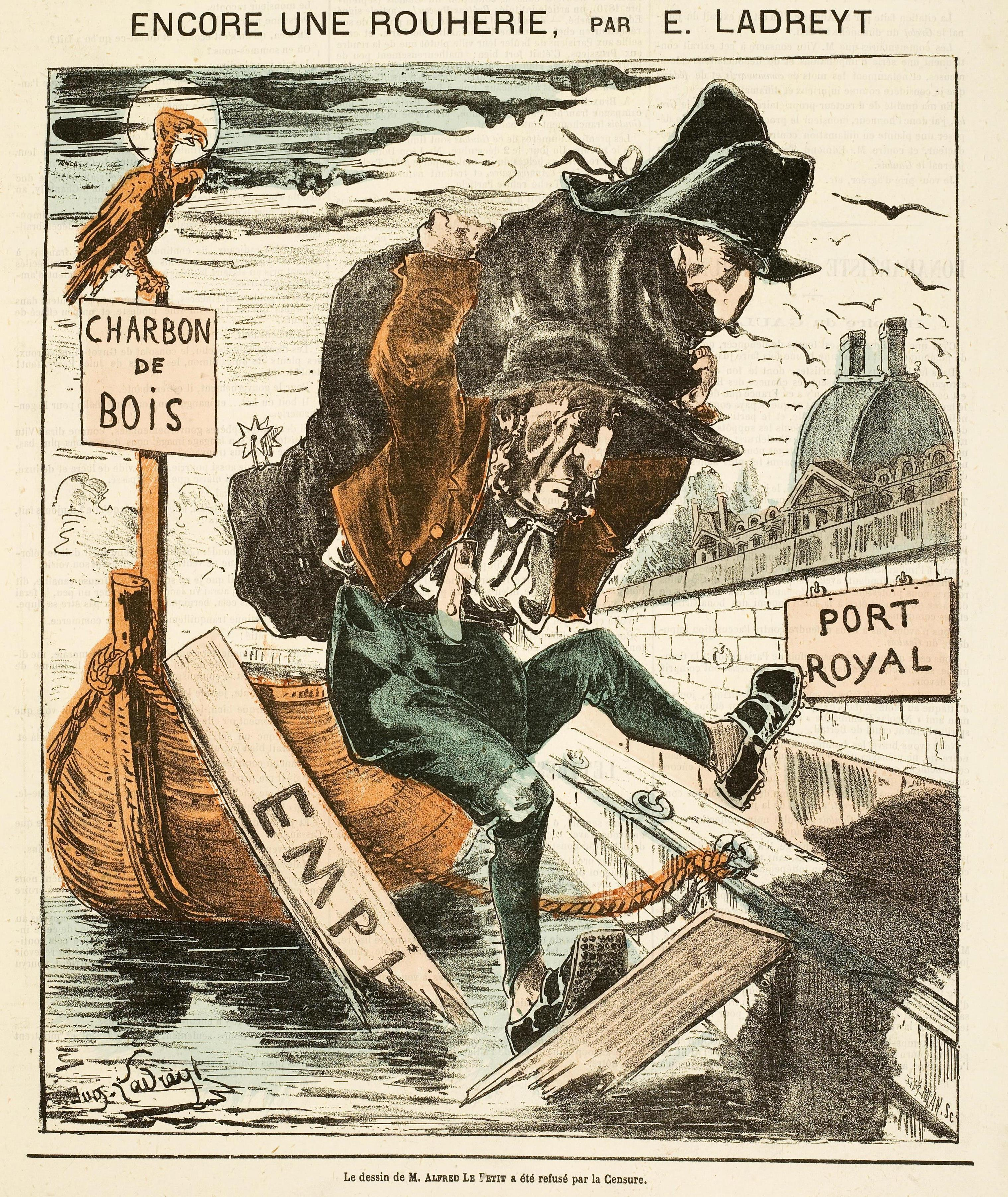
Caricatures d'Eugène Rouher et Napoléon III par Ladreyt dans Le Grelot du 2 juin 1872.

Fils de Rosalie Arnaud et de Jean-Louis Ladreyt, épicier à Sauzet, Eugène Ladreyt est passionné par le dessin depuis son enfance. Ses parents s'étant opposés à toute carrière artistique, il s'engage dans l'armée avant de travailler pour une compagnie de chemins de fer puis aux bureaux du mont-de-piété de Paris.
Artiste autodidacte, Ladreyt commence à publier ses œuvres en 1859. L'année suivante, il produit plusieurs dessins pour le Journal amusant et débute ainsi sa collaboration à de nombreux journaux et revues satiriques.
À partir de 1876, il délaisse progressivement le dessin au profit de la sculpture mais reste fidèle aux scènes de mœurs et aux compositions humoristiques. Il réalise ainsi un grand nombre de statuettes et de groupes en terre cuite polychrome, dont il a donné plusieurs exemplaires au musée de Valence et à celui de Montélimar[Lequel ?].
Ses travaux lui ont valu une mention honorable à l'Exposition universelle de 1878 et une médaille d'argent à celle de 1885 ainsi que les palmes d'officier d'académie en 1890.
Eugène Ladreyt meurt à Paris le 28 mars 1898 à son domicile du 292, boulevard Voltaire.

## Collaborations
- Le Boulevardier (1882)[3]
- La Chronique illustrée (1868-1872)[3]
- Le Courrier illustré (1872)[3]
- Le Cri-Cri (1872-1873)[3]
- L'Éclipse (1869-1870)[3]
- Le Grelot (1871-1872)[3]
- Le Gugusse (1870)[11]
- Journal amusant (1860)[3]
- Le Journal pour tous[2]
- Le Monde comique (1870)[3]
- La Nouvelle Lune (1881)[3]
- Le Petit Figaro (1868)[12]
- Le Petit Journal pour rire (1864-1869)[3]
- Le Polichinelle (1874-1875)[3]
- La Revue comique (1871)[3]
- Le Rigoletto (1871)[3]
- Le Sifflet (1872)[3]